# Ein Mann räumt auf
Ein Mann räumt auf (Originaltitel: Love and Bullets) ist ein britischer Actionfilm, den Stuart Rosenberg 1978 inszenierte. Die deutsche Erstaufführung fand am 15. April 1979 statt. Alternativtitel sind Danger Man – ein Mann räumt auf und Charles Bronson: Ein Mann räumt auf.

## Handlung
Charlie Congers wird von der amerikanischen Regierung beauftragt, die Geliebte eines Unterweltbosses, Joe Bomposa, zu entführen. Jackie Pruit soll als Kronzeugin dabei helfen, Bomposa selbst zu überführen. Congers muss sie in der Schweiz vor den Helfern des Gangsters retten, der sie loswerden möchte, da sie für ihn zum Risiko geworden ist. Auf der mit vielen Abenteuern gespickten Flucht, die sie quer durch die Schweiz führt, entwickelt sich zwischen beiden eine Liebesbeziehung; auch beginnt Congers an der Aufrichtigkeit seines Auftraggebers zu zweifeln. Dann wird bei der Übergabe Pruits an das FBI Jackie erschossen. Als Rache versteht es Congers, eine im Sarg platzierte Bombe an Bomposa zu schicken.

## Kritiken
Fast einhellige Ablehnung bei der deutschen Kritikergemeinde: „Dumpfer Nachklapp zu Ein Mann sieht rot“, urteilte Cinema. „Nur mäßig spannender, brutaler Actionfilm, der unterschwellig Selbstjustiz rechtfertigt“, befand das Lexikon des internationalen Films.
Auch die New York Times sah es ähnlich: „Das ist alles sehr ritterlich, aber es ist auch sehr matt. Die Britin Ireland entwickelt kein Talent zum Hinterwäldler-Akzent, und als komische Note will sie nicht passen. […] Bronson wird zuverlässig mit jedem Film cooler, aber der hier ist zu schwerfällig, um das zu seinem Vorteil zu nutzen.“
Anders sah es video.de: „Solide Action; durchweg spannender Reißer.“